# Gallery Place
Gallery Place (o Gallery Place-Chinatown) è una stazione della metropolitana di Washington, intersezione tra la linea rossa e le linee gialla e verde (che nella zona procedono sulla stessa tratta). È una delle stazioni più trafficate della rete, con oltre 25000 passeggeri giornalieri.
Si trova tra la 7° e la 9° strada (in direzione est-ovest) e tra la F e la G Street (in direzione nord-sud), sotto il Capital One Arena. Oltre ad essere una stazione di scambio, Gallery Place serve i quartieri di Chinatown e Penn Quarter.
È stata inaugurata il 15 dicembre 1976, pochi mesi dopo l'apertura del primo tratto della linea.
La stazione è servita da autobus del sistema Metrobus (anch'esso gestito dalla WMATA).